# Hua Yan

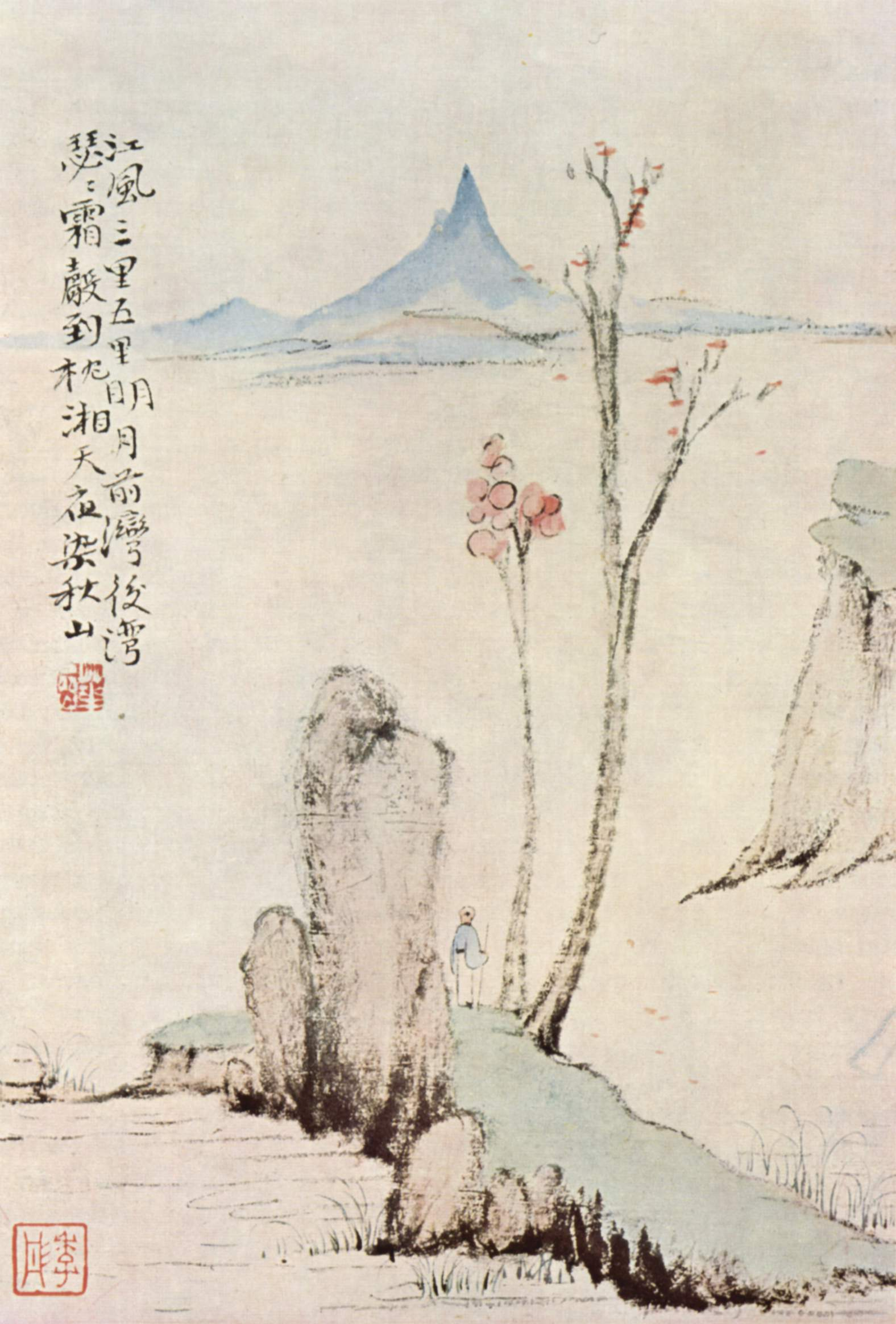
Herfsttafereel (1729), Freer Gallery of Art

Hua Yan (traditioneel Chinees: 華嵒; 1682–1765) was een Chinees kunstschilder en kalligraaf uit de Qing-periode. Zijn omgangsnaam was Qiu Yue (秋岳) en zijn artistieke namen Xinluo Shan Ren (新罗山人), Dong Yuan Shen (东园生), Bu Yi Sheng (布衣生) en Li Hou Ju Shi (离后居士).
Hua werd geboren in Shanghang, in de provincie Fujian. Later heeft hij ook in Yangzhou gewoond en daarna in Hangzhou. Hua schilderde in de traditie van de Yangzhou-school. Hij wordt soms gerekend tot de Acht Excentriekelingen van Yangzhou, al komt zijn naam in de meest gangbare canon niet voor.
- Bibsys: 1592544500752
- CiNii: DA13137198
- Gemeinsame Normdatei: 142680044
- International Standard Name Identifier: 0000 0000 8205 8521
- Library of Congress Control Number: n81103174
- Nationale bibliotheek van Australië: 36732009
- Nationale Bibliotheek van Israël: 987010649862205171
- SNAC: w6t757pf
- Système universitaire de documentation: 250050390
- Trove: 1439813
- Union List of Artist Names: 500125761
- Virtual International Authority File: 21009851
- WorldCat: E39PCjt6x7F8HcwRJDYkDFKb8d